# 聖若瑟主教座堂 (阿布扎比)
聖若瑟主教座堂是阿拉伯聯合大公國阿布扎比的一家天主教聖堂，奉祀大聖若瑟。同時又是南阿拉伯宗座代牧區的座堂。
第一代聖堂於1962年奠基，用地由當時的阿布扎比大公捐出。聖堂於1965年2月19日啟用。由於大公命令，聖堂需易地重建，並於1981年3月19日奠基，1983年2月25日啟用。